# Atopognathus platypalpus
Atopognathus platypalpus är en tvåvingeart som beskrevs av Jacques-Marie-Frangile Bigot 1881. Atopognathus platypalpus ingår i släktet Atopognathus och familjen bredmunsflugor. Inga underarter finns listade i Catalogue of Life.